# Rhopalomyia erii
Rhopalomyia erii är en tvåvingeart som först beskrevs av Ephraim Porter Felt 1912.  Rhopalomyia erii ingår i släktet Rhopalomyia och familjen gallmyggor.
Artens utbredningsområde är Kalifornien. Inga underarter finns listade i Catalogue of Life.